# Steyregger Brücke
Die Steyregger Brücke ist die östlichste der vier Straßenbrücken über die Donau in der oberösterreichischen Landeshauptstadt Linz.

## Lage und Geschichte
Die Steyregger Brücke befindet sich unmittelbar nördlich/stromaufwärts der älteren Eisenbahnbrücke Steyregg. Am Steyregger Ufer beträgt die Distanz zwischen den Brückenmitten etwa 75 Meter, am Linzer Ufer nur 30 Meter.
Sie verbindet Linz im Westen mit Steyregg im Osten des hier nach Südsüdosten fließenden Donaustromes. Sie ist ein Teil der Donau-Straße (B 3) und hat 2 × 2 Fahrspuren, die durch Leitplanken voneinander und von den seitlichen Geh- und Radwegen getrennt sind. Am Linzer Ufer trennt die B 3 die Betriebsflächen des Chemiepark Linz von der voestalpine Hütten- und Stahlwerke.
Sie wurde nach dreijähriger Bauzeit am 12. September 1979 eröffnet. Bereits 1914 gab es erste Pläne zur Errichtung der Straßenbrücke.

## Konstruktion
Die 453,6 m lange und 254,86 m breite Brücke hat einen A-förmigen, 44 m hohen Pylon, der gelenkig auf den Kragarmen des Pylonquerträgers auf dem Strompfeiler steht. Sein Kopf ist mit beidseits je 2 Kabeln mit dem Fahrbahnträger verspannt. Sie hat fünf Öffnungen mit Spannweiten von 50,6 + 161,0 + 3 × 80,6 m, mit denen sie die Uferrandzone des Industriegebietes, die Hauptfahrrinne der Donau, deren Randbereiche sowie die Hochwasserzone überbrückt.
Ihre Brückentafel ist eine Verbundkonstruktion aus vier stählernen Vollwandträgern und einer 20 cm starken Stahlbetonplatte.
Errichtet wurde die Brücke im Auftrag der oberösterreichischen Landesregierung in einer Arbeitsgemeinschaft der Baufirmen Hamberger Baugesellschaft, Mayreder Krauss & Co und Porr AG in Zusammenarbeit mit der VOEST-Alpine. Die Planung und Bauleitung erfolgte durch Waagner-Biro.

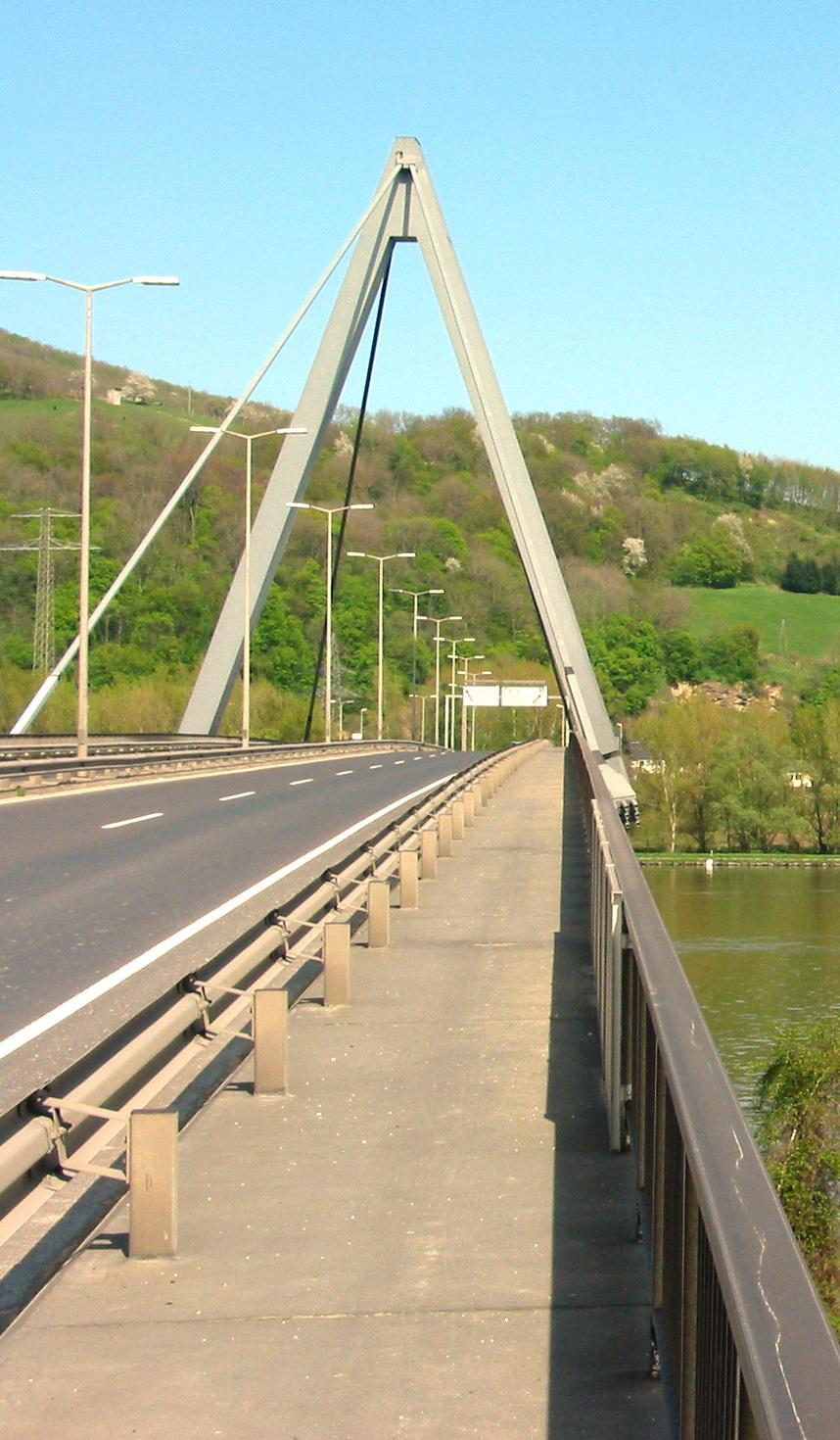
Fahrfläche (2005)

## Renovierung
In den Sommermonaten der Jahre 2016 und 2017 wurde die Brücke generalsaniert und war dabei jeweils halbseitig gesperrt.